# Igor Akinfejev
Igor Vladimirovič Akinfejev (ruski: Игорь Владимирович Акинфеев; Vidnoje, 8. travnja 1986.) je ruski nogometni vratar koji trenutačno igra za ruski nogometni klub CSKA Moskva, a tijekom karijere je nastupao i za rusku nogometnu reprezentaciju. Profesionalnu karijeru je započeo u 2003. godini u CSKA Moskvi, gdje još i dan danas igra. Za Konje je odigrao preko 700 službenih utakmica. Osvojio je šest puta rusku Premijer ligu, sedam ruskih Kupova i Kup UEFA u 2005. godini.

## Reprezentacija
Za rusku nogometnu reprezentaciju je debitirao u 2004. godini i skupio je ukupno 111 nastupa za Rusiju. U travnju 2004. godine je odigrao prvu utakmici za domovinu protiv Norveške. Predstavljao je Rusiju na četiri Europska prvenstva u 2004., 2008., 2012. i 2016., a nastupao je i na dva na svjetsko prvenstva, 2014. i 2018. godine. U kvalifikacijskoj utakmici Crne Gore protiv Rusije dodijeljena je pobjeda od 3:0 za Ruse u ožujku 2015. godine nakon što je susret prekinut u 67. minuti zbog nasilja domaćih navijača i tučnjave igrača. Rezultat utakmice bio je 0:0, s tim da su Rusi promašili jedanaesterac nekoliko trenutaka prije prekida. Također, to je bio drugi prekid susreta, jer je u prvoj minuti Akinfejev pogođen bakljom, zbog čega je susret bio prekinut 33 minute. Ruski nogometni izbornik objavio je u svibnju 2016. godine popis za nastup na Europskom prvenstvu u Francuskoj, među kojim je i Akinfejev.

## Vanjske poveznice
- Profil na Transfermarktu
- [neaktivna poveznica]